# Streblote
Streblote är ett släkte av fjärilar. Streblote ingår i familjen ädelspinnare.

## Bildgalleri

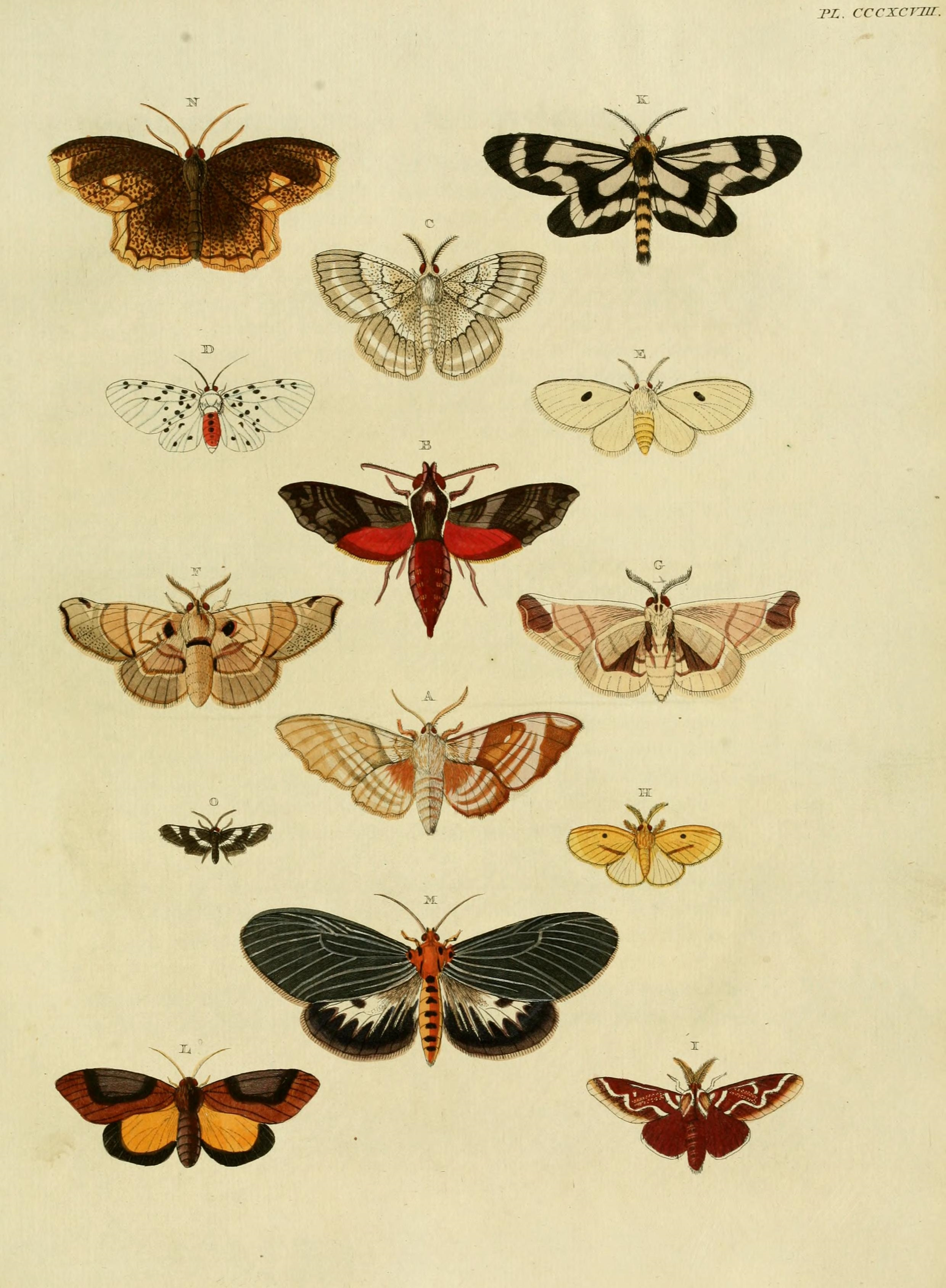
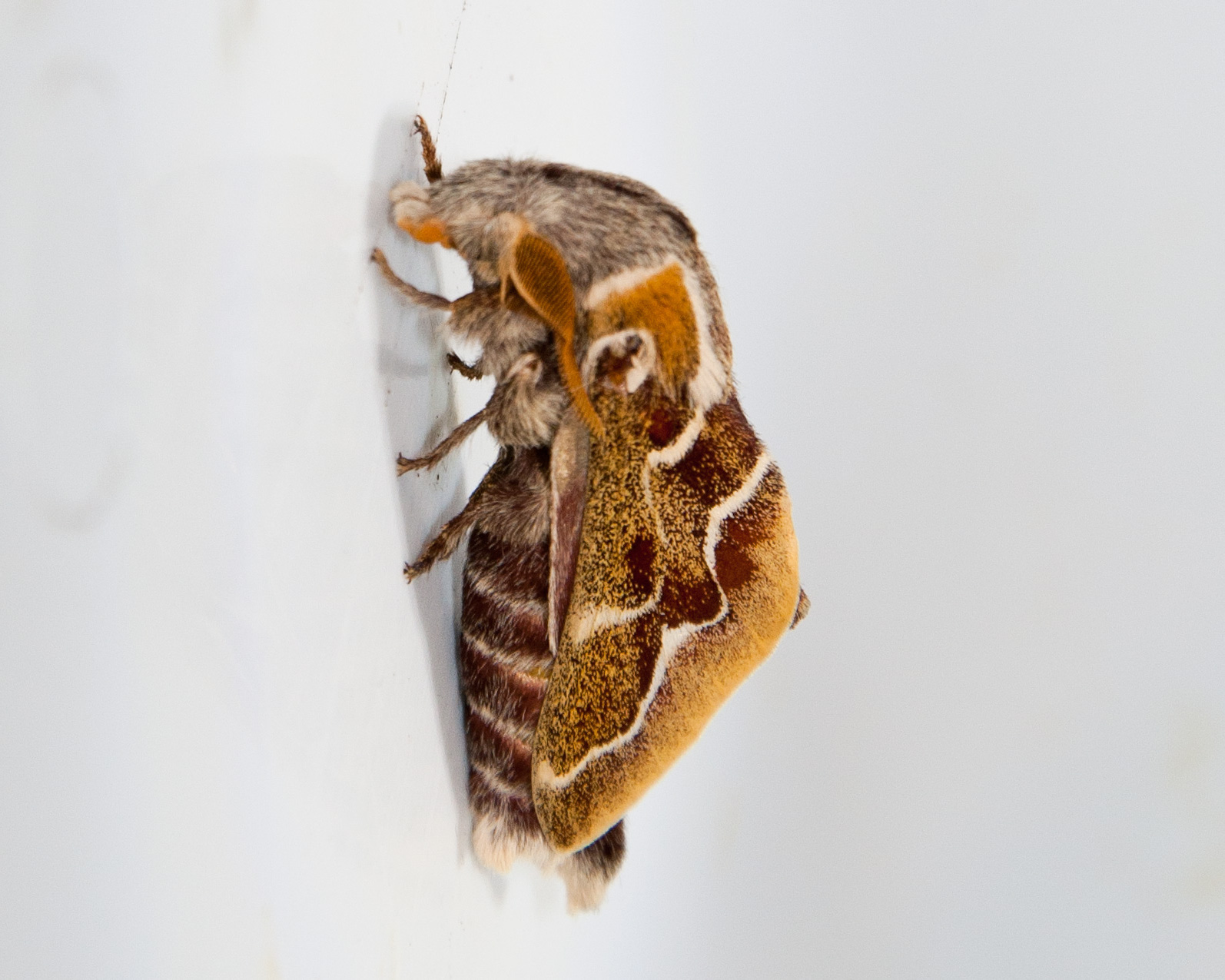
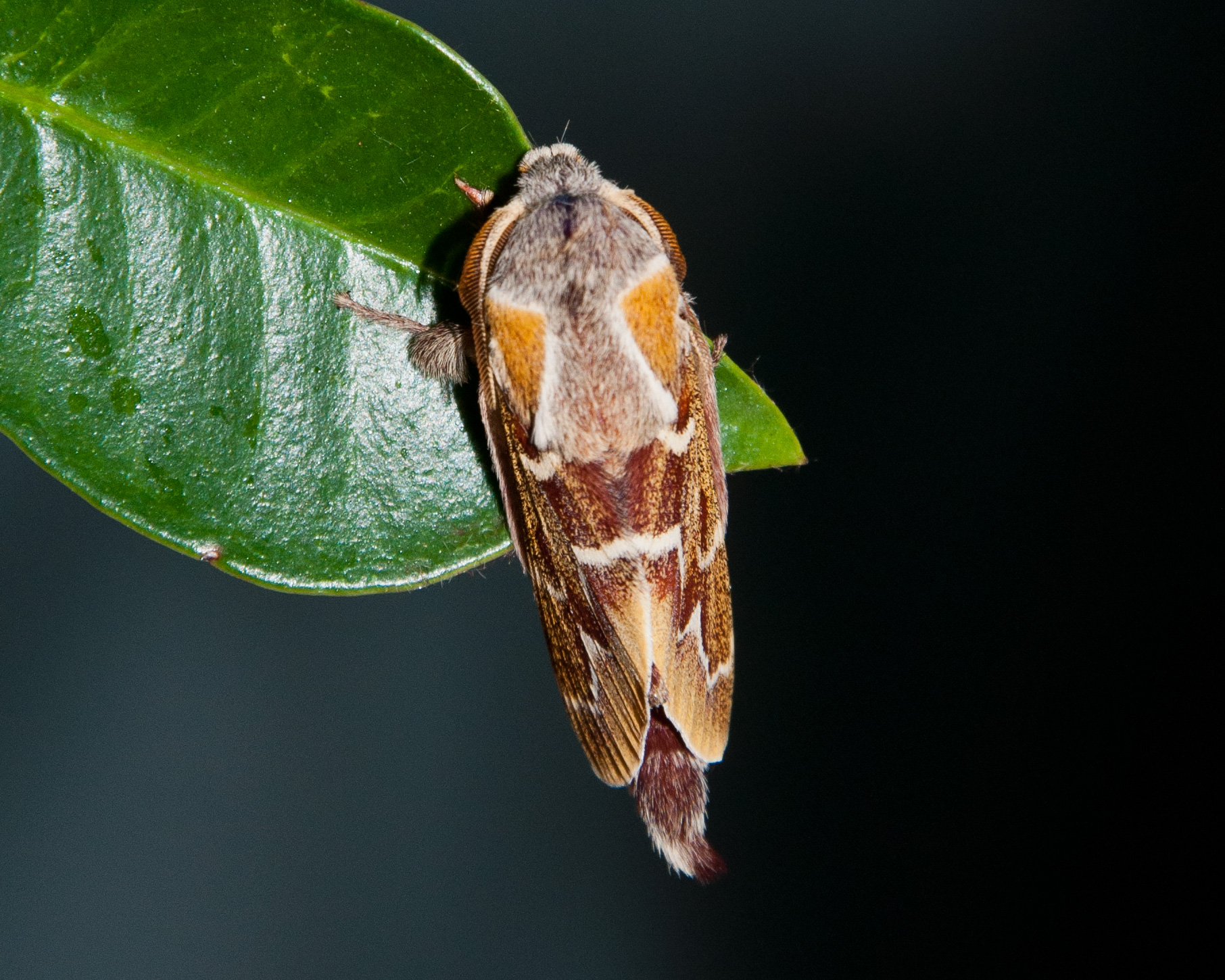
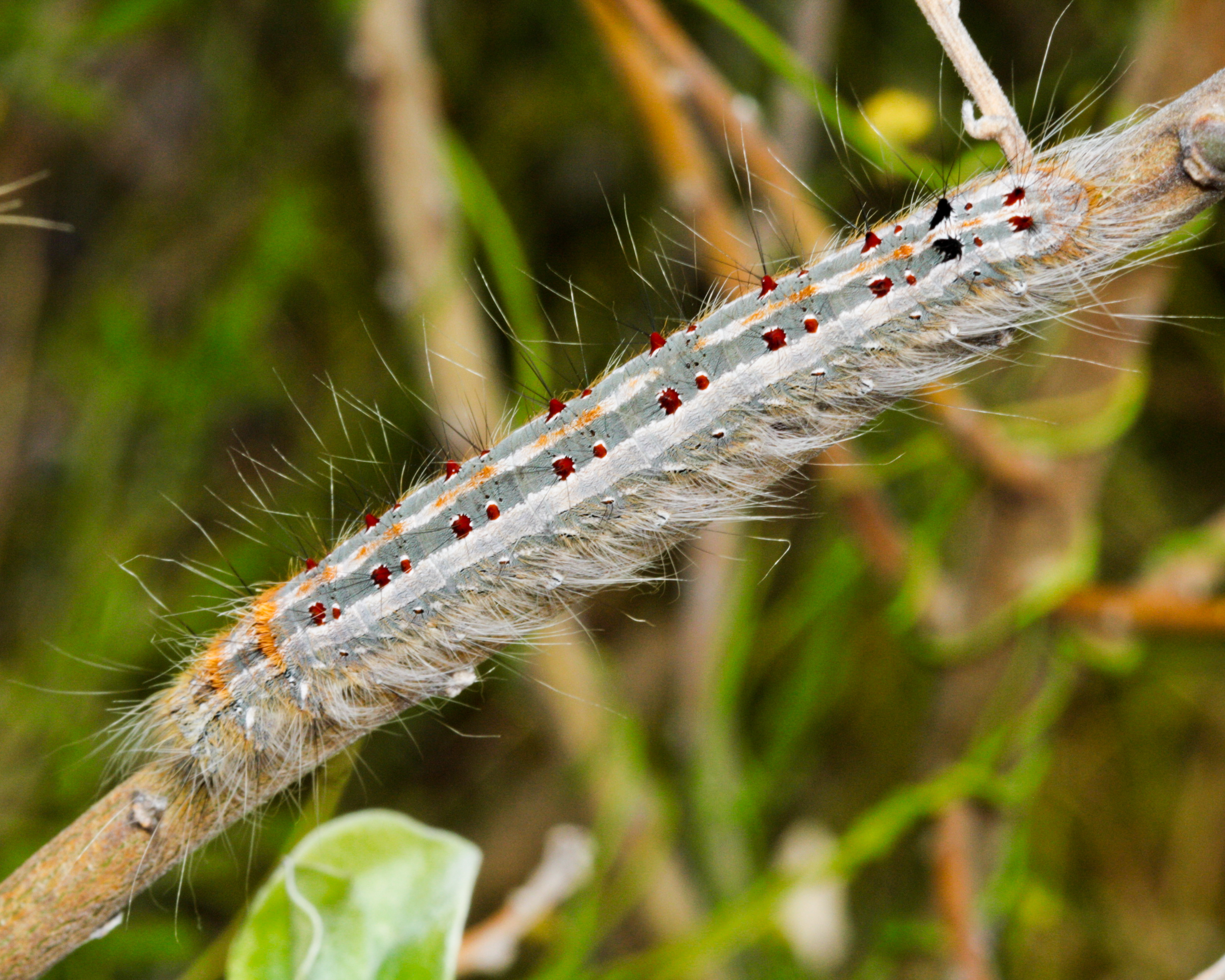
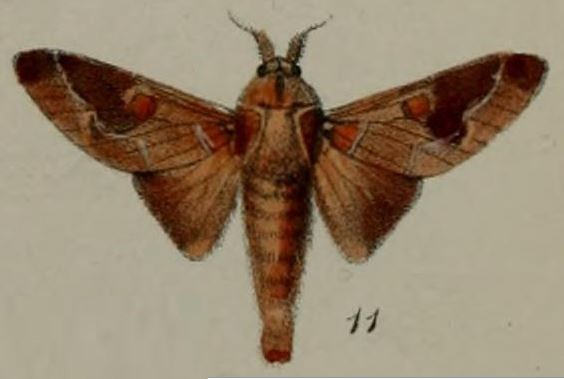

## Dottertaxa tillStreblote, i alfabetisk ordning[1]
- Streblote abyssinicum
- Streblote acaciae
- Streblote aculeata
- Streblote aegyptiaca
- Streblote aethiopica
- Streblote albicans
- Streblote alpherakyi
- Streblote amblycalymma
- Streblote amphilecta
- Streblote badoglioi
- Streblote bakeri
- Streblote basale
- Streblote bimaculatum
- Streblote butiti
- Streblote callipaida
- Streblote callizona
- Streblote camerunicum
- Streblote capensis
- Streblote carinata
- Streblote castanea
- Streblote castanoptera
- Streblote cervinum
- Streblote coilotoma
- Streblote collenettei
- Streblote concavum
- Streblote concolor
- Streblote confusum
- Streblote congoense
- Streblote craterum
- Streblote cristata
- Streblote cuneata
- Streblote cupreum
- Streblote das
- Streblote diluta
- Streblote diplocyma
- Streblote directum
- Streblote distinguenda
- Streblote dorsalis
- Streblote dysimata
- Streblote eccrita
- Streblote enthismene
- Streblote fainae
- Streblote finitorum
- Streblote flavimaculata
- Streblote fuliginosum
- Streblote fusca
- Streblote gamma
- Streblote ganesa
- Streblote graberi
- Streblote guineanum
- Streblote helpsi
- Streblote hyperantherae
- Streblote igniflua
- Streblote incerta
- Streblote intensa
- Streblote jansei
- Streblote jordani
- Streblote koenigi
- Streblote laportei
- Streblote lipara
- Streblote livida
- Streblote madibirense
- Streblote majus
- Streblote makomanum
- Streblote misanum
- Streblote nyassanum
- Streblote nzoiae
- Streblote obliqua
- Streblote ocellata
- Streblote oinopa
- Streblote pachyla
- Streblote pallida
- Streblote pallidium
- Streblote pamphenges
- Streblote pancala
- Streblote panda
- Streblote polydora
- Streblote postalbidum
- Streblote primigenum
- Streblote proserpina
- Streblote pygmaeorum
- Streblote quirimbo
- Streblote rangei
- Streblote rectilinea
- Streblote regraguii
- Streblote repanda
- Streblote roseoclara
- Streblote rufaria
- Streblote scapulosa
- Streblote singulara
- Streblote siva
- Streblote sjostedti
- Streblote smithocara
- Streblote sodalium
- Streblote splendens
- Streblote strandi
- Streblote stupidum
- Streblote superbum
- Streblote tamsi
- Streblote tenebrosa
- Streblote tessmanni
- Streblote thomensis
- Streblote torynecteta
- Streblote uamensis
- Streblote uniforme
- Streblote uzbeka
- Streblote venustum
- Streblote vesta
- Streblote viettei
- Streblote vinacea